# IVAO
IVAO (International Virtual Aviation Organisation, deutsch: „Internationale Virtuelle Luftfahrt-Organisation“) ist eine Non-Profit-Organisation im Bereich der virtuellen Luftfahrt.
IVAO betreibt ein Online-Netzwerk für virtuelle Piloten und Fluglotsen, die via Internet miteinander verbunden sind und den weltweiten Flugverkehr so realistisch wie möglich simulieren. Insbesondere werden dabei, soweit technisch möglich, die geltenden Luftverkehrsregeln mit einem möglichst hohen Realitätsgrad abgebildet.

## Geschichte
Die IVAO spaltete sich am 16. Dezember 1998 von der damaligen Organisation SATCO/SATNET ab, aus der später wiederum die heutige VATSIM entstand.
Im August des Jahres 2003 wurde ein Entwicklerteam ernannt, das ab diesem Zeitpunkt an der Entwicklung der neuen Clients, IvAc (IVAO virtual ATC client) und IvAp (IVAO virtual Pilot client), arbeitete. Der größte Meilenstein war geschafft, als im Januar 2004 IvAc und ein paar Monate später, im Oktober 2004 IvAp zum Download freigegeben wurde.
Im April 2007 wurde IVAO als Vereinigung ohne Gewinnerzielungsabsicht in Belgien registriert.
2018 feierte IVAO sein 20-jähriges Jubiläum mit vielen, zusätzlichen Events und einem extra designten Abzeichen.

## Organisationsstruktur
IVAO wird zu 100 % aus Ehrenamtlichen betrieben. Ehrenamtliche die eine definierte Aufgabe auf dem Netzwerk wahrnehmen werden als Staff (deutsch: Mitarbeiter) bezeichnet. Die Aufgaben sind in fünf Bereiche unterteilt: Boards of Governor (deutsch: Direktorium), Executive Council (deutsch: Exekutivrat), Hauptquartier-Departments (deutsch: Abteilungen), Divisionen sowie Supervisor.
Das Boards of Governor wird von der Generalversammlung für zwei Jahre gewählt und ist zuständig für das Regelwerk der Organisation. Die gewählten Governors setzen das Executive Council ein, welches für das tägliche Geschäft und Beobachten des Treibens auf dem Netzwerk zuständig ist und die höchste operative Instanz darstellt. Das Executive Council setzt die Mitglieder der Departments und die Direktoren der Divisionen ein.
Die einzelnen Departments des Hauptquartiers sind unter anderem für das Erstellen von internationalen Events, Mitgliederverwaltung, internationale Öffentlichkeitsarbeit, internationale Vorgaben an Trainings und Prüfungen, erstellen und aktuell halten von Lernunterlagen, erstellen von Welttouren, das internationale Internetforum sowie für die Entwicklung neuer Software zuständig.
Je teilnehmendem Land gibt es meist eine eigene Division, wie beispielsweise IVAO Deutschland, IVAO Schweiz oder IVAO Österreich, oder zusammengeschlossene Divisionen wie beispielsweise IVAO Nordamerika für die USA und Kanada. Die einzelnen Divisionen besitzen wiederum eigene Departments/Abteilungen die auf lokaler Ebene für Trainings und Prüfungen, Schulungsunterlagen, Events, lokale Touren, Mitgliederverwaltung und das eigene Unterforum zuständig sind. Während die einzelnen Divisionen Trainingsunterlagen, Trainings und Prüfungen auf Basis lokaler Luftfahrtgesetze erstellen und durchführen, orientiert sich das Hauptquartier nur an den internationalen Vorschriften, die durch die Internationale Zivilluftfahrtorganisation ICAO vorgeschrieben werden. Zu den aktivsten Divisionen zählt die brasilianische (3191 aktive Mitglieder, Stand 27. Februar 2021), die spanische (2812 aktive Mitglieder, Stand 27. Februar 2021) und die deutsche (2622 aktive Mitglieder, Stand 27. Februar 2021).

## Teilnahme
Die Teilnahme ist kostenlos und steht jeder Person ab 16 Jahren, mit Einverständniserklärung der Erziehungsberechtigten bereits ab 13 Jahren, offen. Umfangreiche, theoretische Vorkenntnisse sind keine Voraussetzung, jedoch sollten sich neue Mitglieder grundlegende Kenntnisse zu Luftfahrtregeln und -prozeduren aneignen, bevor sie sich frei auf dem Netzwerk bewegen. Dafür werden Lernunterlagen gratis zur Verfügung gestellt, virtuelle Treffen für Neueinsteiger abgehalten, Einweisungen an Flughäfen für Lotseninteressierte und Lernflugtouren für Piloteninteressierte angeboten. Allen Mitgliedern wird empfohlen, (als Pilot) mit Luftfahrtkarten zu arbeiten, da dies den gesamten Betrieb erleichtert und realistischer gestaltet.
Die Wahl des simulierten Flugzeuges oder auch Helikopters sowie der gewünschte Ort der Lotsentätigkeit ist hingegen jedem freigestellt, es existieren lediglich für einige Lotsenpositionen Einschränkungen, die höhere Anforderungen stellen, weshalb zuvor eine Prüfung abgelegt worden sein muss.
Da das Netzwerk prinzipiell Personen unterschiedlichster Erfahrungsstufen zugänglich ist, wird großes Augenmerk auf die Vermittlung von fliegerischem Wissen gesetzt, so bietet IVAO beispielsweise eine umfangreiche Dokumentensammlung zu Flugverkehrsregeln und -verfahren zum Download an.

### Technische Voraussetzungen
Die technische Hauptvoraussetzung ist ein handelsüblicher PC mit Internetzugang. Auch ein Headset ist empfehlenswert, aber nicht Pflicht.
Für Piloten wird zusätzlich eine mit dem IVAO-Netzwerk (IVAN) kompatible Flugsimulationssoftware wie Microsoft Flight Simulator ab Version 2004, X-Plane bzw. Prepar3D benötigt.
Die Kommunikationssoftware IvAp für virtuelle Piloten, die Software IvAc, die einen Radarbildschirm für virtuelle Fluglotsen nachbildet und die Online-Anzeigesoftware WebEye, die auf einer Weltkarte alle Piloten und Lotsen zeigt, die derzeit online sind, wird von IVAO kostenlos zur Verfügung gestellt. Die Koordination zwischen Fluglotse und Piloten findet hauptsächlich per Sprachkommunikation über die Kommunikationssoftware Teamspeak 2 statt, wobei die im Flugfunk übliche Phraseologie eingesetzt wird.

### Einschränkungen der simulierten Verfahren
Aufgrund der weltweiten Verbreitung und der hohen Anzahl der Teilnehmer (IVAO gesamt: etwa 220.000, IVAO Deutschland: etwa 23.000, Stand: Juli 2020), ist die Teilnahme an IVAO klar strukturiert und reglementiert. So ist beispielsweise die Nachstellung von Flugzeugentführungen, ethnischen oder religiösen Konflikten sowie jegliche Form von kriegerischen Handlungen strikt untersagt.

### Piloten- und Lotsenränge
Virtuellen Piloten und Fluglotsen haben die Möglichkeit Kenntnisse und Fertigkeiten von einem der ehrenamtlich tätigen Trainingskoordinatoren oder Trainern vermittelt zu bekommen und im Anschluss eine entsprechende freiwillige Prüfung abzulegen. Mit dem Ablegen einer Prüfung kann ein Mitglied Piloten- und Lotsenränge aufsteigen, welche ihm, zumindest bei Lotsenränge weitere Lotsenpositionen freischaltet.
Es gibt je sechs Piloten- und sechs Lotsenränge, die sich an die reale Luftfahrt anlehnen. Zudem gibt es nochmals je zwei weitere Ränge, die allerdings nur zeitweise an einige Ehrenamtliche verliehen werden zu Erfüllung bestimmter Aufgaben. Mit den Rängen soll Mitglieder wie in der Realität schrittweise Theorie und Praxis beigebracht werden. Allerdings können sich die Mitglieder auch ohne Trainings oder Prüfungen das Wissen anhand der frei zugänglichen Lernunterlagen selbst beibringen.

### Events
Es finden auf IVAO täglich in verschiedenen Ländern Onlinedays statt, bei denen soweit möglich alle Streckenkontrollpositionen, wie CTR- (Center)- und APP- (Approach)-Positionen, sowie fast alle TWR (Tower) und GND (Ground) besetzt werden. Zusätzlich dazu gibt es die Möglichkeit, an Veranstaltungen teilzunehmen, die von den jeweiligen Ländern organisiert werden. Bei diesen Veranstaltungen werden ebenfalls alle Stationen eines Flughafens besetzt.
Alljährlich wird auf IVAO ein Rekordversuch, Crowded Skies genannt, gestartet. Jedes Jahr wird versucht so viele gleichzeitige Verbindungen wie möglich aufzustellen. Am 10. Dezember 2016 wurden 3.004 gleichzeitige Verbindungen geschafft.
| Jahr  | Anzahl der Verbindungen |
| ----- | ----------------------- |
| 2008  | 1.451                   |
| 2010  | 1.868                   |
| 2011  | 2.304                   |
| 2013  | 2.303                   |
| 2014  | 2.532                   |
| 2015  | 2.604                   |
| 2016  | 3.004                   |
| 2018a | 2.928                   |
| 2018b | 2.938                   |
| 2023  | 1.954                   |

2017 gab es kein Crowded Skies. Dieses wurde dafür am 20. Januar 2018 nachgeholt (In der Tabelle als "2018a" dargestellt). Im Rahmen der Veranstaltung zum 20-jährigen Bestehen IVAOs fand am 1. Dezember 2018 so gesehen ein zweites Crowded Skies statt (In der Tabelle als "2018b" dargestellt).

### Touren
Mitglieder haben die Möglichkeit an verschiedenen Flugtouren teilzunehmen die meist jährlich wechseln. Angeboten werden lokale Touren die nur innerhalb eines Landes stattfinden bis hin zu Touren, die um die ganze Welt gehen. Das zu verwendende Fluggerät wird je nach Tour mehr oder weniger konkret vorgegeben. So gibt es beispielsweise Touren, die moderne Verkehrsflugzeuge vorschreiben, kleine Flugzeuge der allgemeinen Luftfahrt, Frachtflugzeuge, historische Flugzeuge, Hubschrauber, Ultraleichtflugzeuge oder Langstreckenflugzeuge. Je nach Tour sind zudem die zu nutzenden Flugregeln wie Sichtflug oder Instrumentenflug vorgeschrieben. Das Spektrum der Touren reicht von Lerntouren für Neueinsteiger bis hin zu sehr anspruchsvollen Touren für erfahrene Profis, bei denen sehr akkurat bestimmte Flugverfahren angewendet werden müssen.
Jeder absolvierte Abschnitt einer Tour (Leg) muss eingereicht werden und wird von einem der Ehrenamtlichen auf Korrektheit überprüft. Nach erfolgreichem Abschließen einer Tour winkt eine Auszeichnung, die anschließend jeder auf dem Profil des Mitglieds sehen kann.

## Sicherheitsverletzung
Am 3. April 2022 waren die IVAO Hauptwebseite und andere von IVAO betriebene Serverdienste nicht mehr für die Öffentlichkeit verfügbar. Drei Tage später (am 6. April 2022) wurde eine Erklärung veröffentlicht, aus der hervorgeht, dass IVAO Ziel eines Ransomware-Angriffs war. Ursächlich sei wohl ein veralteter Code auf der Hauptwebseite, die seitens IVAO als veraltet tituliert wird, gewesen. Bei dem Angriff wurden die auf dem Server hinterlegten Daten verschlüsselt und vom Angreifer ein Lösegeld gefordert. Die Verantwortlichen gaben an, dass die Angreifer keinerlei Nutzerdaten erbeutet hätten. Nach der Veröffentlichung der Erklärung wurde IVAO durch eine DDoS-Attacke angegriffen. Infolge der Angriffe hat IVAO unwiederbringlich Daten in einigen Systemen wie für die Ausbildung (Training), Prüfung, Veranstaltungen, Welt-Touren und weiteren Diensten, wie dem Mitgliedsprofil, unwiderruflich verloren.
Bis zum 15. April 2022 konnte IVAO seine Webdienste nicht vollständig und vollfunktionsfähig wiederherstellen.

## Sonstiges
IVAO ist eine unregistrierte Warenmarke (™) von IVAO.aero. Das Motto der International Virtual Aviation Organisation lautet: „As real as it gets“ (deutsch: „So realistisch wie möglich“).